# Baney
Baney, Santiago de Baney – miasto w dystrykcie Baney, w prowincji Bioko Północne, w Regionie Wyspiarskim, w Gwinei Równikowej. Miasto jest siedzibą dystryktu Baney.

## Położenie
Miejscowość leży na wysokości ok. 150 m n.p.m. u podnóża wygasłego wulkanu Pico Basilé, położonego na wyspie Bioko. Miasteczko jest oddalone o 10 km od stolicy państwa – Malabo, oraz o 6 km od siedziby sąsiedniego dystryktu – Reboli. Miasto jest oddalone o 2 km od Zatoki Gwinejskiej.

## Demografia
W 2001 roku miasteczko zamieszkiwało 2 363 osób. W 2013 roku liczba ta zmniejszyła się do 1 714 osób.

## Transport

### Transport drogowy
Przez większe ciągi komunikacyjne przechodzące przez miasteczko to – obiegająca wulkan Pico Basilé biegnąga trasą Malabo – Rebola – Baney – Riaba – Luba – Malabo, oraz odnoga tejże drogi o trasie Baney – Sipopo – Malabo.

### Transport powietrzny
Najbliższym lotniskiem od miasteczka jest Port lotniczy Malabo. Istnieje również w Sipopo lądowisko dla helikopterów.

### Transport wodny
Najbliżej znajdującym się od miasteczka portem jest port w Malabo.

## Galeria

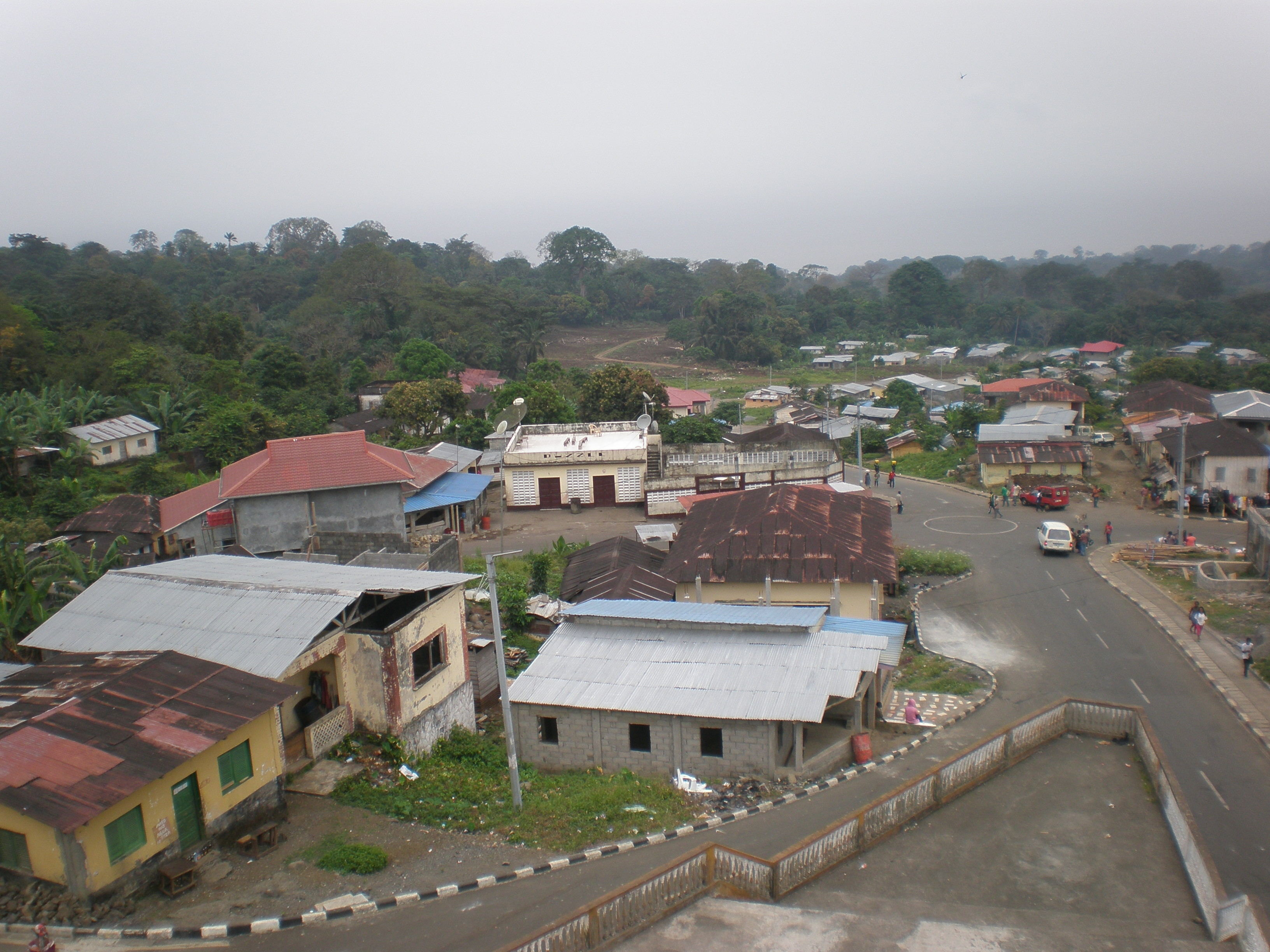
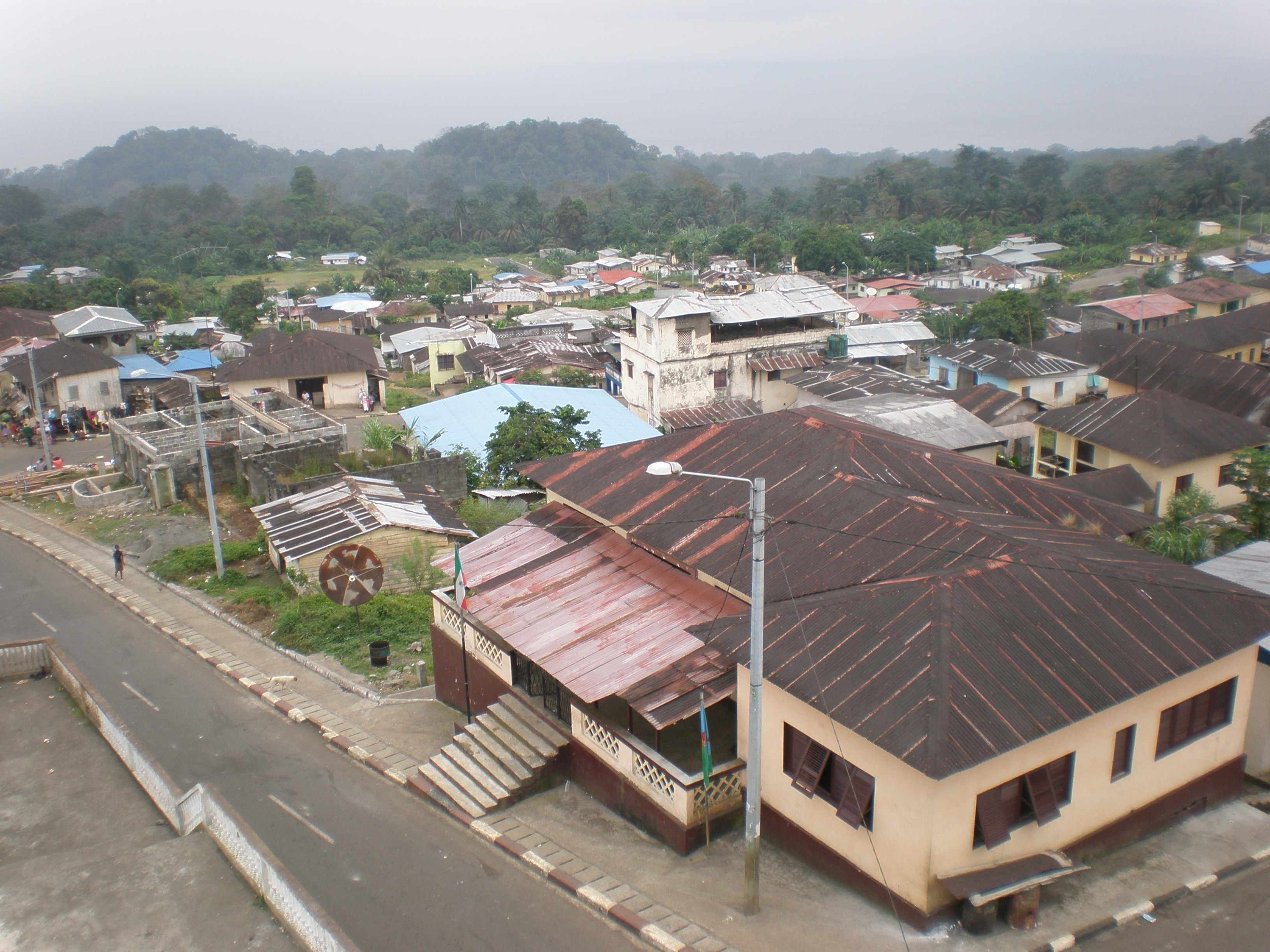
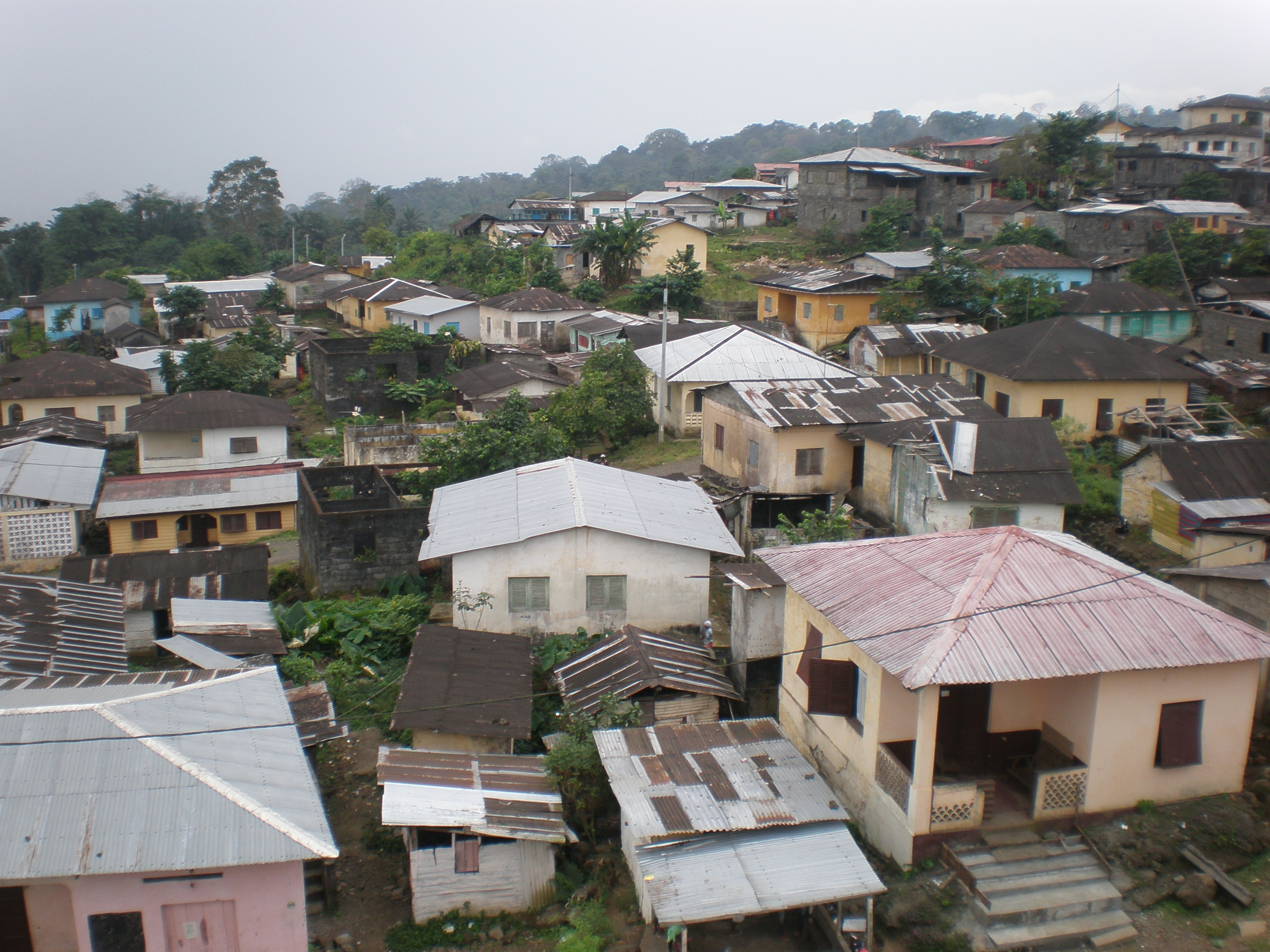